# Château d'Eyliac
Le château d'Eyliac est un château français implanté sur la commune d'Eyliac dans le département de la Dordogne, en région Nouvelle-Aquitaine.

## Présentation
Le château d'Eyliac se situe en Périgord blanc, au centre du département de la Dordogne. Il est implanté face à l'église du village d'Eyliac, en bordure de la route départementale 6.
C’est une propriété privée.

## Historique
Ce château appartient à la famille Girard de Langlade dont deux membres, Raymond Girard de Langlade (de 1592 à 1595) et Jean Girard de Langlade (en 1647) devinrent maires de Périgueux.

## Architecture
Il se compose d'un logis de direction nord-sud que flanquent deux tours massives. Il est précédé à l'est de dépendances et au nord-est d'un châtelet d'entrée devant lequel se situaient autrefois des douves.
Un séchoir à grain est également présent à une cinquantaine de mètres au sud-sud-ouest.

## Galerie de photos

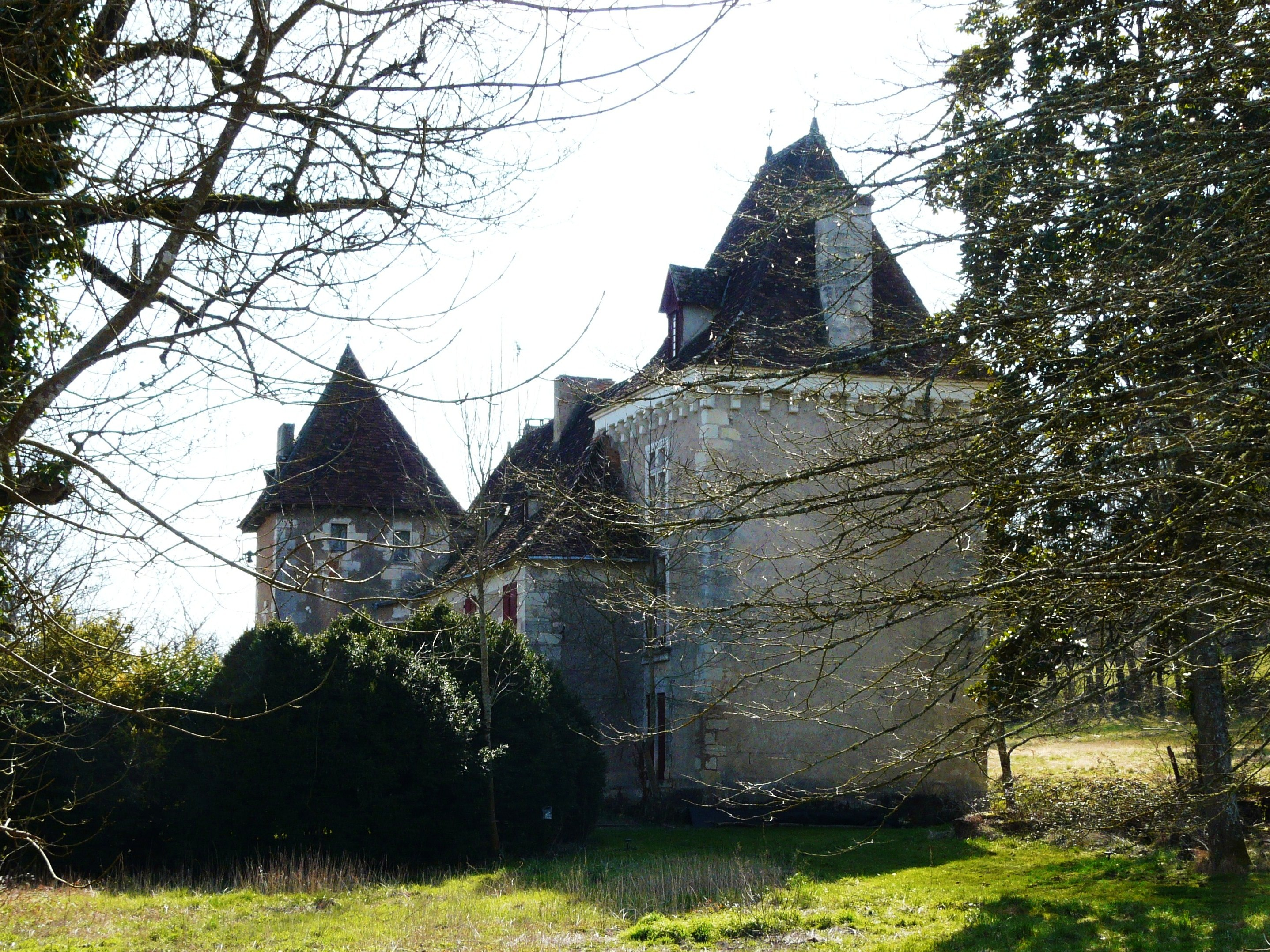
Le logis encadré par les deux tours
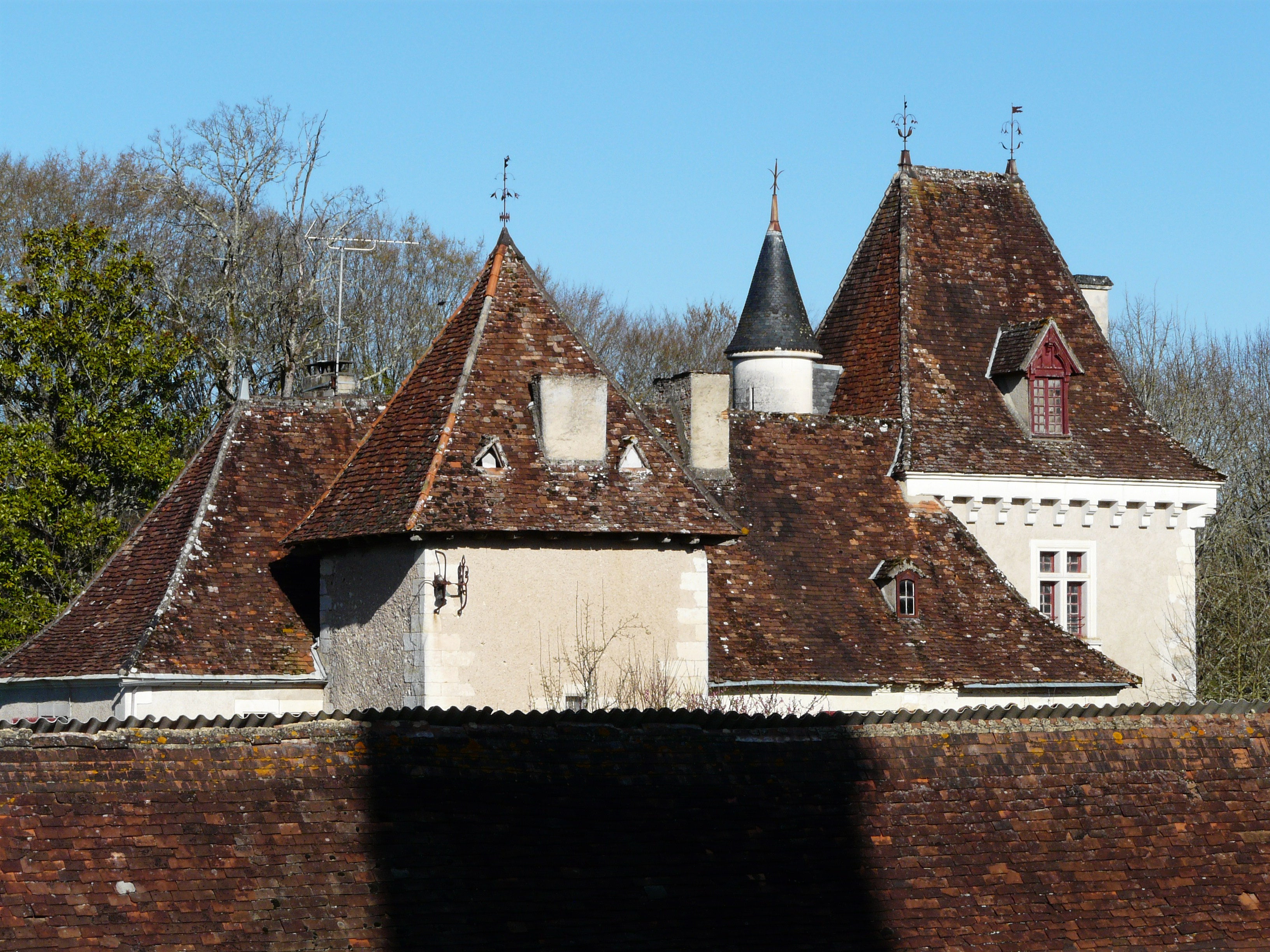
Les toits du château
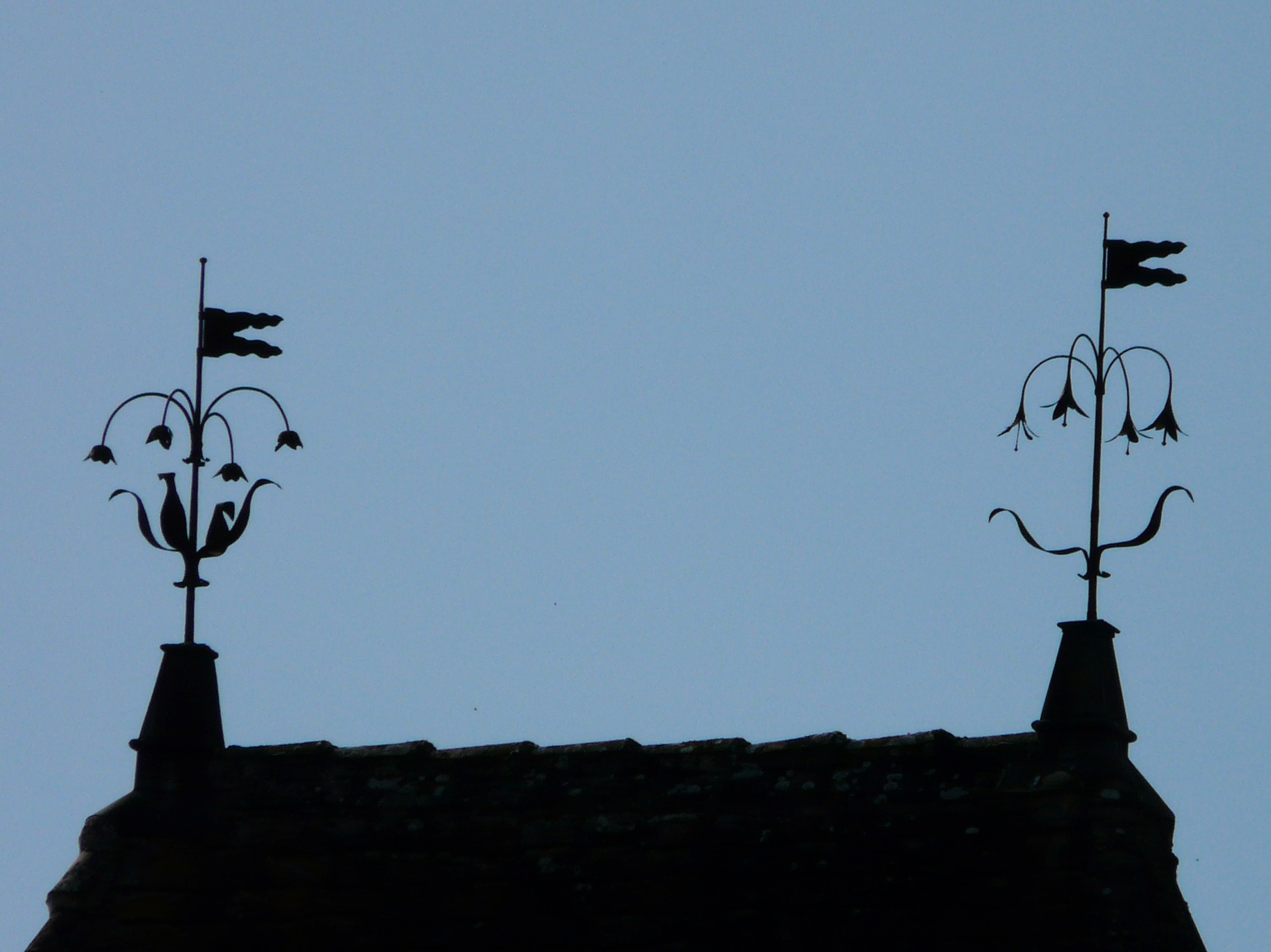
Les épis de faîtage de la tour nord
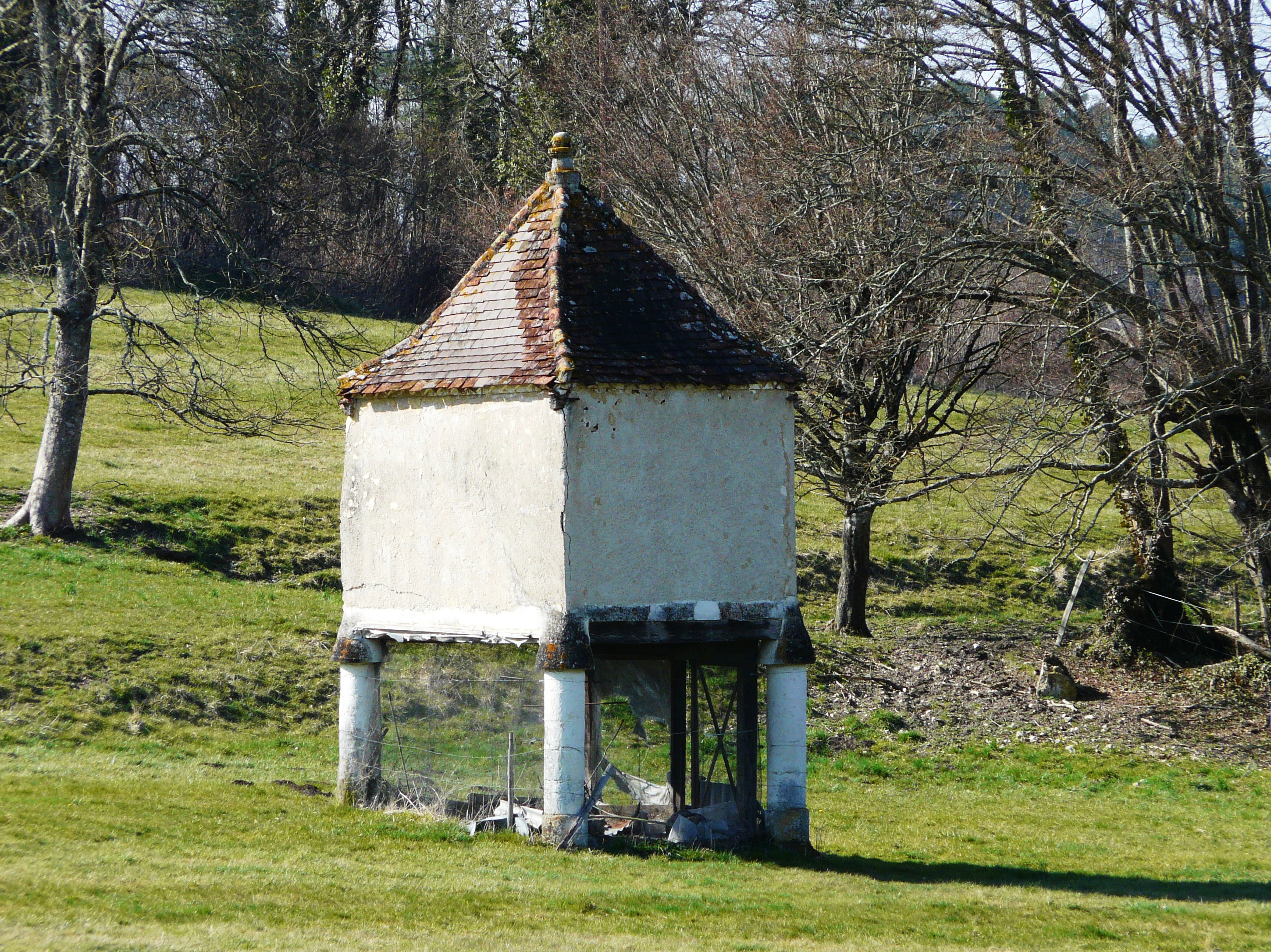
Le pigeonnier